# Skřipová
Skřipová (německy Krippau) je malá vesnice, část obce Vrbice v okrese Karlovy Vary v Karlovarském kraji. Nachází se asi 2,5 kilometru jihozápadně od Vrbic. V roce 2011 zde trvale žilo osm obyvatel.
Skřipová je také název katastrálního území o rozloze 2,16 km².

## Historie
První písemná zmínka o vesnici pochází z roku 1395.

## Obyvatelstvo
Při sčítání lidu v roce 1921 zde žilo 73 obyvatel (z toho 34 mužů), z nichž byl jeden Čechoslovák a 72 Němců. Všichni se hlásili k římskokatolické církvi. Podle sčítání lidu z roku 1930 měla vesnice 99 obyvatel: jednoho Čechoslováka, 93 Němců a pět cizinců. I tentokrát všichni byli římskými katolíky.
|                                                                 | 1869 | 1880 | 1890 | 1900 | 1910 | 1921 | 1930 | 1950 | 1961 | 1970 | 1980 | 1991 | 2001 | 2011 | 2021 |
| --------------------------------------------------------------- | ---- | ---- | ---- | ---- | ---- | ---- | ---- | ---- | ---- | ---- | ---- | ---- | ---- | ---- | ---- |
| Obyvatelé                                                       | 70   | 83   | 78   | 69   | 81   | 73   | 99   | 20   | 19   | 35   | 15   | 6    | 3    | 8    | 9    |
| Domy                                                            | 15   | 15   | 14   | 14   | 15   | 15   | 15   | 7    | —    | 6    | 4    | 3    | 6    | 7    | 7    |
| Počet domů z roku 1961 je zahrnut v domech místní části Vrbice. |      |      |      |      |      |      |      |      |      |      |      |      |      |      |      |

## Obecní správa
Při sčítání lidu v letech 1869–1930 Skřipová byla samostatnou obcí v okrese Žlutice. V roce 1950 byla osadou obce Verušičky v okrese Toužim. Od roku 1960 do 31. prosince 1974 byla částí obce Vrbice v okrese Karlovy Vary. Od 1. ledna 1975 do 23. listopadu 1990 byla částí obce Valeč v okrese Karlovy Vary. Od 24. listopadu 1990 je opět částí obce Vrbice v okrese Karlovy Vary.